# Maure-de-Bretagne
Maure-de-Bretagne korábbi község Franciaországban, Ille-et-Vilaine megyében. Lakosainak száma 3507 fő (2018. január 1.). Maure-de-Bretagne Guer, Quelneuc, Bovel, Les Brulais, Campel, La Chapelle-Bouëxic, Comblessac, Guignen, Lieuron, Lohéac, Loutehel, Maxent, Mernel, Pipriac és Saint-Séglin községekkel határos.
2017. január 1-jén Campel korábbi községgel egyesült és az így létrejött Val d’Anast új község része lett.

## Népesség
A település népességének változása:
| Lakosok száma | 3326 | 3415 | 4018 | 3487 | 3507 |
|               | 2013 | 2015 | 2016 | 2017 | 2018 |